# Save Your Tears
«Save Your Tears» (с англ. — «Сохрани свои слёзы») — песня канадского певца Weeknd для его четвёртого студийного альбома After Hours (2020). The Weeknd написал и спродюсировал песню с продюсерами Максом Мартином и Оскаром Холтером, а Белли и Джейсон Кенневиль получили дополнительные авторские права.
Песня была выпущена в качестве четвёртого сингла альбома 9 августа 2020 года в Европе. 24 ноября 2020 года она появилась на американском радио.
Ремикс Oneohtrix Point Never был официально включён в делюксовое издание альбома 23 марта 2020 года. Второй ремикс песни, записанный совместно с американской певицей Арианой Гранде вышел 22 апреля 2021 года и достиг первого места в американском основном хит-параде Billboard Hot 100, став для обоих музыкантов их шестым чарттоппером. The Weeknd стал первым с 2018 года музыкантом после Дрейка, имеющим по три номера один с одного диска. Сингл стал самой успешной песней 2021 года.

## Продвижение
12 июля 2019 года отрывок трека появился в сети, что заставило многих поверить в то, что он должен появится в альбоме After Hours. 17 марта 2020 года музыкальное приложение Shazam сообщило, что эта запись станет одиннадцатой песней четвёртого студийного альбома Weeknd. Позже в тот же день певец подтвердил присутствие данного произведения, когда был выпущен трек-лист альбома.

## Коммерческий успех
После выпуска своего альбома «Save Your Tears» дебютировал под номером 41 в американском Billboard Hot 100 от 4 апреля 2020 года.
8 мая 2021 года ремикс с участием Арианы Гранде поднялся на первое место Hot 100, став шестым чарттопером для каждого из них и третьим с альбома After Hours (вместе с «Heartless» в 2019 и «Blinding Lights» в 2020). Это произошло впервые с 2018 года, когда три сингла Дрейка («God’s Plan», «Nice for What» и «In My Feelings») достигли первого места и все были с его альбома Scorpion. Кроме того, благодаря успеху сингла Ариана Гранде стала первой женщиной с тремя чарттопперами-дуэтами (где оба солиста в равных лидирующих ролях: «Rain on Me» с Леди Гагой и «Stuck With U» с Джастиным Бибером). Также Гранде вошла в элитную компанию с Полом Маккартни, имеющим три дуэта с песнями номер один: «Uncle Albert/Admiral Halsey» (с Линдой Маккартни, 1971); «Ebony and Ivory» (со Стиви Уандером, 1982); «Say Say Say» (с Майклом Джексоном, 1983-84).
В чарте Rolling Stone Top 100 Songs песня заняла 2-е место.
В родной для певца Канаде «Save Your Tears» достигла 46-й строчки в Canadian Hot 100 после выхода его родительского альбома.

## Музыкальное видео
5 января 2021 года был выпущен официальный клип на эту песню. Исполнитель удивил своих фанатов своим образом, смотря на который могло показаться, что артист сделал пластическую операцию. Также певец был одет в свой новый красный сверкающий костюм.
Из-за облика исполнителя в клипе, фанаты Weeknd начали сравнивать его с Красавчиком Сквидвардом. Скрытый символизм, отсылающий к Грэмми, и недавнее неоднозначное пренебрежение, которое произошло с ним во время выпуска клипа, также было заметно.

## Концертные выступления
Дебютное живое исполнение песни состоялось 22 ноября 2020 года во время церемонии вручения наград American Music Awards 2020, где оно было исполнено вместе с ремиксом Кенни Джи на песню «In Your Eyes» в центре Лос-Анджелеса. В своем выступлении Weeknd носил перевязанный вид, продолжающий повествование визуальных эффектов, которые он выпустил для After Hours.
Второе живое исполнение песни состоялось в одной из его резиденций во время Z100 Jingle Ball 14 декабря 2020 года. В августе 2020 года эта песня была одним из треков виртуального концерта TikTok: The Weeknd Experience. Он послужил заключительной дорожкой прямой трансляции дополненной реальности.
7 февраля 2021 года «Save Your Tears» была исполнена в середине выступления Тесфайя на шоу в перерыве между таймами Супербоула (LV show) на стадионе Raymond James Stadium в Тампе, штат Флорида.
11 мая 2021 года Weeknd выступили на Brit Awards. Одетый в матросский дождевик, Уикенд напевал «Save Your Tears» в ярко освещенном боксе, когда над ним бушевали гром и молния. Ближе к концу песни он выбрался из коробки, чтобы допеть под дождем.
27 мая 2021 года The Weeknd исполнил свою серенаду публике совместно с Арианой Гранде на iHeartRadio Music Awards. Музыкант был одет в шикарный чёрный костюм на блестящем фоне. Позже Ариана Гранде появилась в шелковистом фиолетовом платье. Она украсила исполнение своими свистковыми нотками. Музыканты завершили исполнение песни парным хором в аранжировке.

## Награды и номинации
| Год  | Организация                 | Награда                          | Результат | Ссылка |
| ---- | --------------------------- | -------------------------------- | --------- | ------ |
| 2021 | American Music Awards       | Favorite Music Video             | Номинация | [ 26 ] |
| 2021 | MTV Millennial Awards       | Global Hit of the Year           | Номинация | [ 27 ] |
| 2021 | MTV Video Music Awards      | Video of the Year                | Номинация | [ 28 ] |
| 2021 | NRJ Music Awards            | International Song of the Year   | Номинация | [ 29 ] |
| 2021 | UK Music Video Awards       | Best Live Video                  | Номинация | [ 30 ] |
| 2022 | ASCAP Pop Music Awards      | Winning Songwriters & Publishers | Победа    | [ 31 ] |
| 2022 | Brit Awards                 | International Song of the Year   | Номинация | [ 32 ] |
| 2022 | iHeartRadio Music Awards    | Best Music Video                 | Номинация | [ 33 ] |
| 2022 | iHeartRadio Titanium Awards | Best Music Video                 | Номинация | [ 34 ] |

## Ремикс с Арианой Гранде
22 апреля 2021 года был выпущен ремикс на данную композицию совместно с Арианой Гранде. Клип был выпущен в анимационном варианте.

### Прием
Второй ремикс получил всеобщее признание. Сотрудница журнала Billboard Кэти Аткинсон похвалила: «Ариана Гранде привносит в песню свой неземной вокал». «Третья совместная работа The Weeknd и Арианы Гранде заставит вас улыбаться вас улыбаться весь год», — воскликнула журналист Billboard Гэб Гинзберг. Наталья Барр из The Wall Street Journal назвала трек одной из лучших новых поп-записей: «Два исполнителя воссоединились в обновленной композиции с прошлогоднего альбома After Hours, вдохновленного новой волной. Гранде добавляет свой знойный вокал во второй куплет и припев песни» Обозреватель NME Уилл Лавин отметил: «Гранде добавляет в ремикс собственный свежий и хриплый куплет».
Моника Сисават из PopSugar назвала ремикс чистым совершенством: «Давайте просто скажем, что их голоса вместе — просто поцелуй шеф-повара». Apple Music отметила композицию: «„Save Your Tears“ такая же мечтательная и пышная, как и оригинал 2020 года, но вокальная акробатика Гранде придает ей новую динамику — теперь это дуэт, двое бывших любовников смотрят в одно и то же ночное небо, переговариваясь на расстоянии».
Песня представлена в танцевальной видеоигре Just Dance 2022.

#### Награды и номинации
| Год  | Организация                  | Награда                                 | Результат | Ссылка |
| ---- | ---------------------------- | --------------------------------------- | --------- | ------ |
| 2021 | American Music Awards        | Favorite Pop Song                       | Номинация | [ 26 ] |
| 2021 | MTV Millennial Awards Brazil | International Collaboration             | Номинация | [ 45 ] |
| 2021 | MTV Europe Music Awards      | Best Collaboration                      | Номинация | [ 46 ] |
| 2021 | NRJ Music Awards             | International Collaboration of the Year | Номинация | [ 29 ] |
| 2022 | Billboard Music Awards       | Top Global 200 Song                     | Номинация | [ 47 ] |
| 2022 | Billboard Music Awards       | Top Global (Excl. US) Song              | Номинация | [ 47 ] |
| 2022 | Billboard Music Awards       | Top Hot 100 Song                        | Номинация | [ 47 ] |
| 2022 | Billboard Music Awards       | Top Collaboration                       | Номинация | [ 47 ] |
| 2022 | Billboard Music Awards       | Top Streaming Song                      | Номинация | [ 47 ] |
| 2022 | Billboard Music Awards       | Top Radio Song                          | Номинация | [ 47 ] |

## Чарты
| Чарт (2020—2021)                                                       | Высшая позиция |
| ---------------------------------------------------------------------- | -------------- |
| Аргентина (Argentina Hot 100)                                          | 14             |
| Австралия (ARIA)                                                       | 4              |
| Австрия (Ö3 Austria Top 40)                                            | 4              |
| Бельгия/Фландрия (Ultratop 50)                                         | 1              |
| Бельгия/Валлония (Ultratop 50)                                         | 1              |
| Бразилия (Pop Internacional)                                           | 8              |
| Бразилия (Top 100 Brasil)                                              | 91             |
| Канада (Billboard Canadian Hot 100)                                    | 2              |
| Канада (Billboard AC)                                                  | 4              |
| Канада (Billboard CHR/Top 40)                                          | 1              |
| Канада (Billboard Hot AC)                                              | 2              |
| Чили (Monitor Latino)                                                  | 17             |
| СНГ (TopHit)                                                           | 3              |
| Чехия (Rádio — Top 100)                                                | 9              |
| Чехия (Singles Digitál Top 100)                                        | 4              |
| Дания (Tracklisten)                                                    | 1              |
| Сальвадор (Monitor Latino)                                             | 7              |
| Эстония (Eesti Tipp-40)                                                | 23             |
| Финляндия (Suomen virallinen lista)                                    | 3              |
| Франция (SNEP)                                                         | 6              |
| Германия (GfK)                                                         | 5              |
| Мир (Billboard Global 200) ·                                           | 1              |
| Греция (IFPI)                                                          | 5              |
| Венгрия (Rádiós Top 40)                                                | 4              |
| Венгрия (Single Top 40)                                                | 3              |
| Венгрия (Stream Top 40)                                                | 7              |
| Ирландия (IRMA)                                                        | 2              |
| Израиль (Media Forest)                                                 | 1              |
| Италия (FIMI)                                                          | 4              |
| Литва (AGATA)                                                          | 1              |
| Малайзия (RIM)                                                         | 4              |
| Мексика (Airplay, Billboard)                                           | 1              |
| Нидерланды (Dutch Top 40)                                              | 16             |
| Нидерланды (Single Top 100)                                            | 15             |
| Новая Зеландия (Recorded Music NZ) · Combined with Ariana Grande remix | 11             |
| Норвегия (VG-lista)                                                    | 4              |
| Польша (Polish Airplay Top 100)                                        | 1              |
| Португалия (AFP)                                                       | 4              |
| Пуэрто-Рико (Monitor Latino)                                           | 13             |
| Румыния (Airplay 100)                                                  | 5              |
| Россия (TopHit)                                                        | 6              |
| Сингапур (RIAS)                                                        | 4              |
| Словакия (Rádio — Top 100)                                             | 8              |
| Словакия (Singles Digitál Top 100)                                     | 4              |
| Словения (SloTop50)                                                    | 1              |
| Испания (PROMUSICAE)                                                   | 42             |
| Швеция (Sverigetopplistan) · Combined with Ariana Grande remix         | 3              |
| Швейцария (Schweizer Hitparade)                                        | 3              |
| Великобритания (OCC UK Singles)                                        | 11             |
| Великобритания (OCC UK Hip Hop/R&B)                                    | 2              |
| Уругвай (Monitor Latino)                                               | 8              |
| США (Billboard Hot 100) ·                                              | 1              |
| США (Billboard Adult Contemporary)                                     | 14             |
| США (Billboard Adult Pop Airplay)                                      | 2              |
| США (Billboard Pop Airplay)                                            | 1              |
| США (Billboard Rhythmic)                                               | 6              |
| США (Rolling Stone Top 100) · Combined with Ariana Grande remix        | 2              |

| Чарт (2020)               | Позиция |
| ------------------------- | ------- |
| Нидерланды (Dutch Top 40) | 73      |

| Чарт (2021)                             | Позиция |
| --------------------------------------- | ------- |
| Австралия (ARIA)                        | 8       |
| Бельгия (Ultratop Flanders)             | 1       |
| Бельгия (Ultratop Wallonia)             | 1       |
| Великобритания (UK Singles Chart)       | 4       |
| Канада (Billboard Canadian Hot 100)     | 2       |
| Мир (Global Digital Single, IFPI)       | 1       |
| США (Billboard Hot 100)                 | 2       |
| США (Adult Contemporary, Billboard)     | 8       |
| США (Adult Top 40, Billboard)           | 3       |
| США (Dance/Mix Show Airplay, Billboard) | 11      |
| США (Mainstream Top 40, Billboard)      | 3       |
| США (Rhythmic, Billboard)               | 35      |

## Сертификации
| Регион | Сертификация     | Продажи       |
| --- | ---------------- | ------------- |
| Австралия (ARIA) | 11× Платиновый   | 770 000       |
| Австрия (IFPI Austria) | 3× Платиновый    | 90 000        |
| Бельгия (BEA) | Платиновый       | 40 000        |
| Бразилия (ABPD) | 3× Бриллиантовый | 480 000       |
| Канада (Music Canada) | Бриллиантовый    | 800 000       |
| Дания (IFPI Danmark) | 3× Платиновый    | 270 000       |
| Франция (SNEP) | Бриллиантовый    | 333 333       |
| Германия (BVMI) | 2× Платиновый    | 800 000       |
| Италия (FIMI) | 4× Платиновый    | 400 000       |
| Польша (ZPAV) | Бриллиантовый    | 250 000       |
| Португалия (AFP) | 8× Платиновый    | 80 000        |
| Испания (PROMUSICAE) | 4× Платиновый    | 240 000       |
| Великобритания (BPI) | 4× Платиновый    | 2 400 000     |
| США (RIAA) | Бриллиантовый    | 10 000 000    |
| Стриминг |                  |               |
| Греция (IFPI Greece) | 3× Платиновый    | 6 000 000     |
| Мир | —                | 4,660,000,000 |
| Данные о продажах + прослушиваниях приведены только на основе сертификации. · Данные только о прослушиваниях приведены на основе сертификации. |                  |               |